# Evangelisches Krankenhaus Königin Elisabeth Herzberge
Das Evangelische Krankenhaus Königin Elisabeth Herzberge (KEH) im Berliner Ortsteil Lichtenberg ist ein aus dem Königin-Elisabeth-Hospital (Innere Medizin und Chirurgie) und dem Fachkrankenhaus für Neurologie und Psychiatrie Berlin-Lichtenberg hervorgegangenes Krankenhaus der Regelversorgung. Die beiden genannten Einrichtungen entstanden im 19. Jahrhundert in verschiedenen Berliner Ortsteilen. Nach ihrer Fusion haben sie mehrfache organisatorische und Namensänderungen erfahren. Die Betreibergesellschaft ist seit 2001 eine gemeinnützige GmbH. Das Krankenhaus ist in 13 Fachbereiche gegliedert, verfügt über 778 Betten und beschäftigt insgesamt ca. 120 Ärzte (Stand: 2020). Eine eigene Krankenpflegeschule gehört ebenfalls zu dieser Einrichtung. Seit einigen Jahren ist das KEH außerdem Akademisches Lehrkrankenhaus des Universitätsklinikums Charité. Es gehört zum Diakonischen Werk Berlin-Brandenburg-schlesische Oberlausitz (DWBO).

## Geschichte der medizinischen Einrichtungen

### Königin-Elisabeth-Hospital
Unter der Schirmherrschaft der damaligen Kronprinzessin Elisabeth von Preußen waren 1838 Kleinkinder-Bewahranstalten in Berlin gegründet und von christlichen Einrichtungen betrieben worden. Nachdem am Karfreitag, den 14. April 1843, zwei kranke Kinder in eine solche Einrichtung in einer Wohnung in der Berliner Friedrichstadt, Wilhelmstraße 133, aufgenommen worden waren, entstanden nunmehr zusätzliche Klein-Kinder-Kranken-Bewahr-Anstalten. Die Verwaltung der ersten derartigen Anstalt übernahm Oberst von Webern. Elisabeth von Preußen, ab 1840 Königin an der Seite von König Friedrich Wilhelm IV., nahm regen Anteil an der neuen Entwicklung und besuchte oft die Bewahranstalten. So äußerte sie Weihnachten 1842: „Wahrlich noch dringendere Liebespflicht würde es sein, zuvor für die körperliche Genesung der kleinen gebrechlichen Geschöpfe Sorge zu tragen und dann erst ihr sittliches und geistiges Wohl zu pflegen.“ Der Verwaltungsdirektor berief daraufhin ihm bekannte Herren aus Adel und Bürgertum zur Gründung einer ersten Berliner Kinderheilanstalt. Die in der oben genannten Wohnung aufgestellten zwölf Betten genügten bald der gestiegenen Nachfrage nicht mehr. Die Heilanstalt zog 1844 in ein neu erworbenes Wohnhaus vor dem Halleschen Tor im heutigen Ortsteil Kreuzberg, Pionierstraße 7a. Dieses Haus konnte schrittweise für den Gebrauch als Krankenanstalt hergerichtet werden. Die Kabinettsordre vom 4. November 1844 verlieh der Einrichtung nun den Namen seiner Protektorin: Elisabeth-Kinder-Hospital (EKH). Die Bettenanzahl konnte langfristig bis auf 60 erhöht werden. Ab etwa 1875 kam eine kostenfreie ambulante chirurgische und Augen-Behandlung hinzu. Der große Zulauf an Patienten bedingte weiterhin eine umfassende Vergrößerung des Hauses. Die Verwaltung erwarb das Grundstück Hasenheide 80–87 und ließ darauf einen Neubau errichten. Im Beisein der damaligen Prinzessin Auguste Viktoria (ab 1888 Kaiserin und preußische Königin) wurde die neue Kinderheilanstalt am 21. März 1887 feierlich eingeweiht. Zuvor war bei der Abschiedsfeier des alten Hospitals ein Diakonissenmutterhaus gegründet worden, für das die Oberin Anna von Lancolle und neun weitere Schwestern auf die vom Vorstand festgestellte Hausordnung nach den Grundsätzen der Kaiserswerther Mutterhausdiakonie verpflichtet wurden. An dem neuen Standort konnten nun bis zu 90 Kinder aufgenommen werden. Das Hospital entwickelte sich zu einem bekannten eigenständigen Kinderkrankenhaus in Berlin.
Als eine Filiale des Elisabeth-Kinder-Hospitals wurde am 7. Juli 1890 in Kolberger Deep in Hinterpommern ein Kinder-Seehospiz eingeweiht, das für die Aufnahme schwächlicher und kränklicher Kinder überwiegend aus Berlin bestimmt war.
Die pflegerische Betreuung der kleinen Patienten veranlasste einige diakonische Schwestern schließlich zur Eröffnung einer Krankenpflegeschule. Diese wurde am 24. Juni 1908 durch den preußischen Minister der geistlichen, Unterrichts- und Medizinal-Angelegenheiten als Ausbildungseinrichtung anerkannt. Das schnelle Bevölkerungswachstum in Berlin und der Umgebung am Anfang des 20. Jahrhunderts führte dazu, eine Verlegung und Erweiterung des Kinderhospitals vorzusehen. Mit dem Landkreis Niederbarnim und den Gemeinden Oberschöneweide, Friedrichsfelde und Friedrichshagen konnten Verträge zum Neubau eines allgemeinen Krankenhauses vorzugsweise für diese drei Gemeinden abgeschlossen werden.

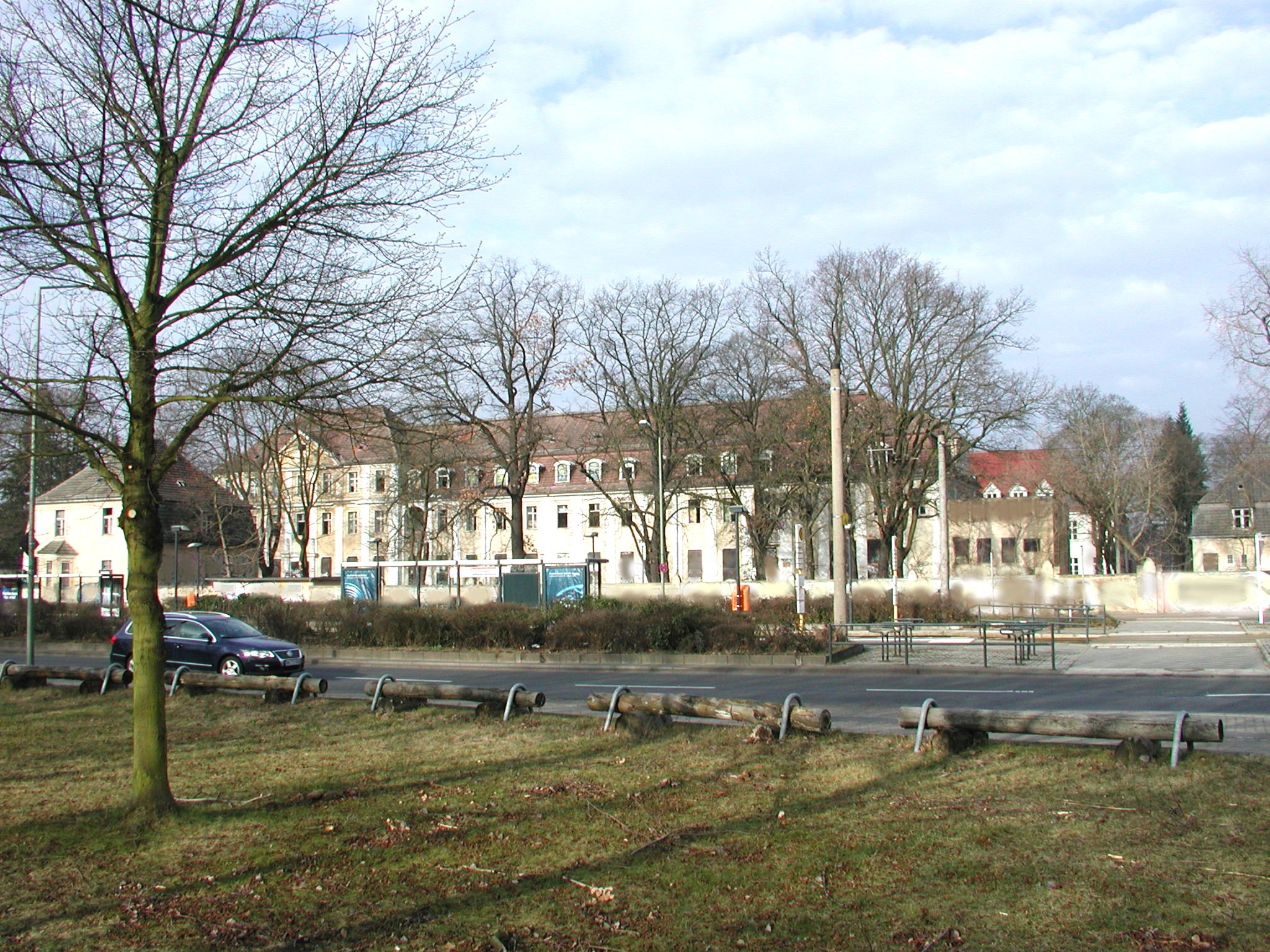
Gebäudetrakt des ehemaligen Elisabeth-Hospitals an der Treskowallee

Zur Grundsteinlegung am neuen Standort an der Karlshorster Landstraße (heute: Treskowallee) in Oberschöneweide im Jahr 1908 erhielt die Einrichtung den Namen Königin-Elisabeth-Hospital. Das neue Krankenhaus wurde am 10. Oktober 1910 mit 130 Betten eröffnet. Es behandelte Kinder und Erwachsene mit den neu eingerichteten Abteilungen Chirurgie und Innere. Bis zum Ende des Zweiten Weltkriegs entwickelte sich das Hospital kontinuierlich, so auch die innere Abteilung unter ihrem Chefarzt Walter Wolff. Bei Kriegsende am 8. Mai 1945 wurde ein Teil des Krankenhauses von der Roten Armee besetzt und als Lazarett in Nutzung genommen.
Im November 1945 musste die gesamte Einrichtung dann nach Ausweisung der bisherigen Patienten innerhalb von drei Tagen nach Friedrichshagen in ein Schulgebäude verlegt werden. 1946 bezogen die medizinischen Einrichtungen und die Patienten nach langen und zähen Verhandlungen schließlich die Häuser 1, 3 und 5 des Städtischen Krankenhauses Herzberge im Bezirk Lichtenberg.
Ab 1980 führte die Einrichtung den Namen Evangelisches Diakoniewerk Königin Elisabeth (EDKE) und gilt bis heute als Träger des Krankenhauses.

### Fachkrankenhaus für Neurologie und Psychiatrie Berlin-Lichtenberg
Am Ende des 19. Jahrhunderts begann die Berliner Stadtverordnetenversammlung mit der Einrichtung städtischer Irrenanstalten am Stadtrand. Diese Nerven-Krankenhäuser wurden zur medizinischen Behandlung und ganztägigen Betreuung von unvermögenden Geistesgestörten benötigt, getrennt nach Kindern, Frauen und Männern. Zwischen 1879 und 1907 entstanden in Dalldorf (I. Anstalt, 1879), in der Gemeinde Lichtenberg (II. Anstalt, 1893) und in Buch (III. Anstalt, 1907 eröffnet) drei derartige Einrichtungen.

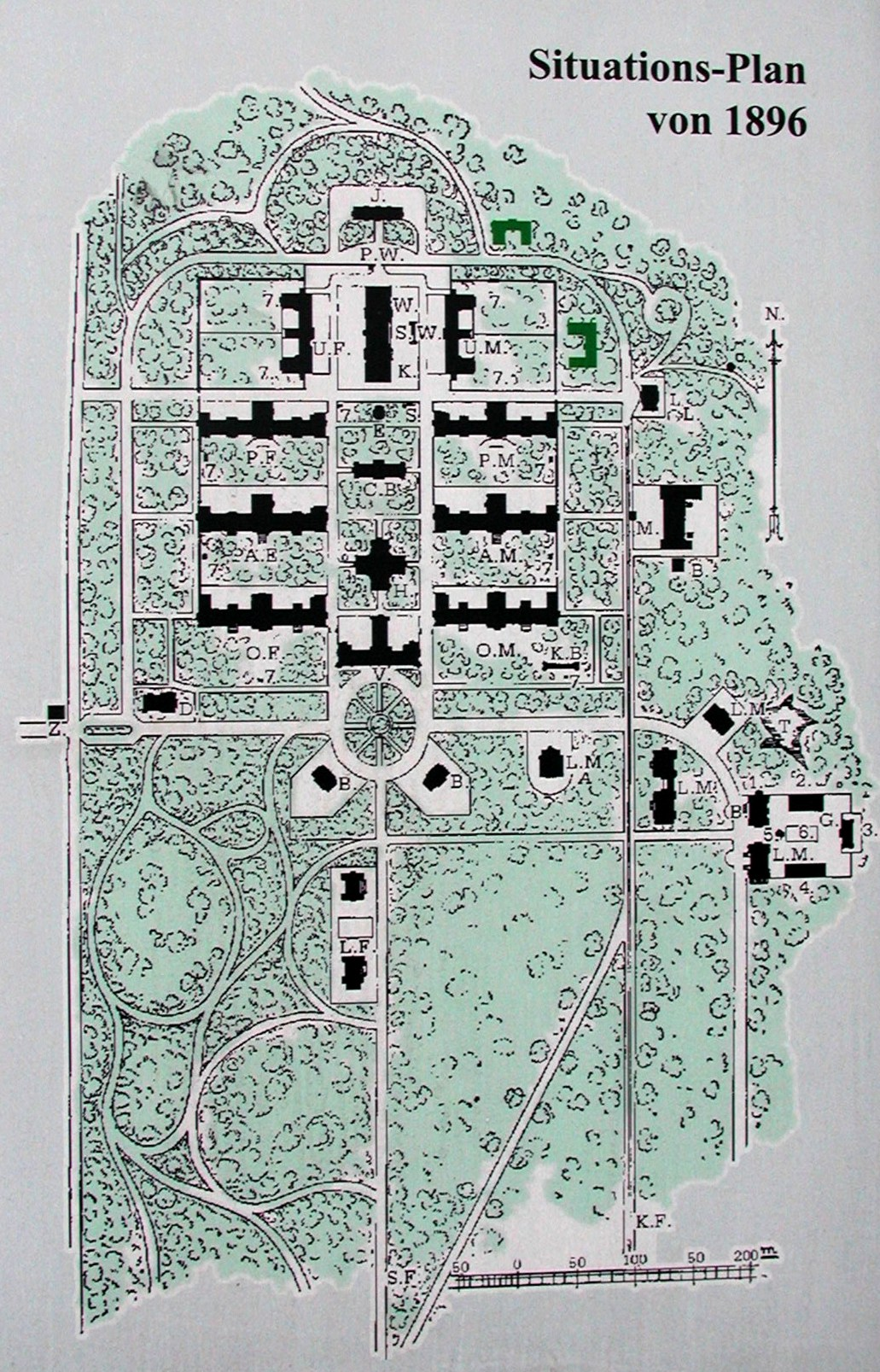
Lageplan von 1896 auf einer Infotafel des Krankenhausgeländes;
OF – Offenes Haus für Frauen,
OM – Offenes Haus für Männer,
AF – Aufnahmehaus für Frauen,
AM – Aufnahmehaus für Männer,
UF – Überwachungshaus für Frauen,
UM – Überwachungshaus für Männer,
LF – Landhäuser für Frauen,
LM – Landhäuser für Männer,
PF – Pflegehaus für Frauen,
PM – Pflegehaus für Männer,
I – Baracke für Infektionskranke,
K – Küche,
W – Waschküche,
E – Eishaus,
PW – Pförtner- und Waagehaus,
CB – Centralbad,
Z – Torhaus,
G – Gutshof,
L – Leichenhaus,
M – Maschinen- und Kesselhaus,
T – Teich,
KB – Kegelbahn,
KF – Kohlegleise nach Friedrichsfelde

Die II. Städtische Irrenanstalt wurde nach Plänen des Architekten und Stadtbaurats Hermann Blankenstein auf einer vom Rittergutsbesitzer Hermann Roeder erworbenen Fläche errichtet. Sie diente als Ersatzbau der Dalldorfer Heil- und Pflegeanstalt, deren Kapazität bereits nach knapp zehn Jahren nicht mehr ausreichte. Die Neueröffnung erfolgte am 21. Juni 1893. Sie erhielt die Bezeichnung Städtische Irrenanstalt zu Lichtenberg (Herzberge) und diente als Unterkunft für 1050 erwachsene Patienten. Im Jahr 1914 wurde auf dem Gelände mit einer eigenen Krankenpflegeausbildung im Hinblick auf die Betreuung Geisteskranker begonnen. Die Anstalt erhielt 1925 den Namen Städtische Heil- und Pflegeanstalt Herzberge.
In der Zeit des Nationalsozialismus wurden an den hier lebenden Geistesgestörten „Forschungen“ vorgenommen, weil die psychisch Kranken in der Sprache der sogenannten Herrenmenschen „unwertes Leben waren, das nicht geschützt werden“ müsse. Die der damaligen Nationalsozialistischen Rassenhygiene entsprechenden Euthanasie-Verbrechen bzw. NS-Krankenmorde werden bis heute in der Geschichtsdarstellung kaum erwähnt.
Als 1942 die meisten Patienten „verlegt“ worden waren, benannte die Verwaltung das Klinikum in Städtisches Krankenhaus Lichtenberg um, nun wurden auch Kriegsversehrte und Infektionskranke zur Behandlung hier eingeliefert. 1943 erfolgte eine Wiedereröffnung einer Psychiatrisch-Neurologischen Station. Unter dem Namen Städtisches Krankenhaus bestand es bis 1945, nach Kriegsende wurde es als Allgemeinkrankenhaus weitergeführt, und 1946 kamen die Patienten des Königin-Elisabeth-Hospitals hinzu.
Die bessere Behandlung von Nervenkrankheiten zum Zwecke des Linderns oder Heilens führte 1950 zur Eröffnung der ersten psychiatrischen Klinik für Erwachsene, 1957 kam eine zweite Klinik auf dem Gelände hinzu. 1961 folgte eine entsprechende Kinderklinik. Die umfassende Behandlung von psychisch Kranken führte 1971 schließlich zur Umbenennung der Einrichtung in Fachkrankenhaus für Neurologie und Psychiatrie Berlin-Lichtenberg. Unter dieser Bezeichnung arbeitete das Klinikum bis zu seiner Fusion mit dem Elisabeth-Hospital am 1. Januar 1992.

### Das KEH in seiner seit 1992 gültigen Struktur
Am 1. Januar 1992 erfolgte die Zusammenführung beider bisher selbstständiger Krankenhäuser als GmbH unter dem Dach des EDKE. Es wurde in Evangelisches Krankenhaus Königin Elisabeth Herzberge (KEH) umbenannt. Zwischen 1992 und 2004 kamen weitere Fachabteilungen wie die Urologie, die Gefäßchirurgie, das Epilepsie-Zentrum, die Gastroenterologie, Infektiologie, Nephrologie samt einer Notaufnahmestation hinzu, 2010 die Geriatrie. Das Krankenhaus ist nun eine medizinische Einrichtung zur Notfall- und Regelversorgung und zugleich akademisches Lehrkrankenhaus der Charité. Seit dem 1. Januar 2001 ist das Krankenhaus eine gemeinnützige GmbH mit den Gesellschaftern Von Bodelschwinghsche Stiftungen Bethel, Evangelisches Diakoniewerk Königin Elisabeth, Evangelischer Diakonieverein Berlin-Zehlendorf und den Hoffnungstaler Anstalten Lobetal.
In einem unter Denkmalschutz stehenden Nebengebäude an der Herzbergstraße wurde ab 2007 das MVZ am KEH betrieben, das als Ambulanz eng mit den Fachbereichen des Krankenhauses zusammenarbeitet und die entsprechende Untersuchungstechnik mitnutzt. Bis 2019 entstand der Neubau des Medizinischen Versorgungszentrums direkt auf dem Krankenhausgelände, der surch einem Verbindungsgang in der Höhe des ersten Obergeschosses mit den Altbauten samt Notaufnahme (Haus 100) verbunden ist. Im MVZ gibt es nun die Bereiche Hausärzte/Innere Medizin, Epileptologie, Gefäßchirurgie, Neurologie, Neurologische Schlafmedizin, Psychiatrie/Psychotherapie, Unfallchirurgie und Viszeralchirurgie.

## Geschichte der Bauten auf dem Gelände des KEH

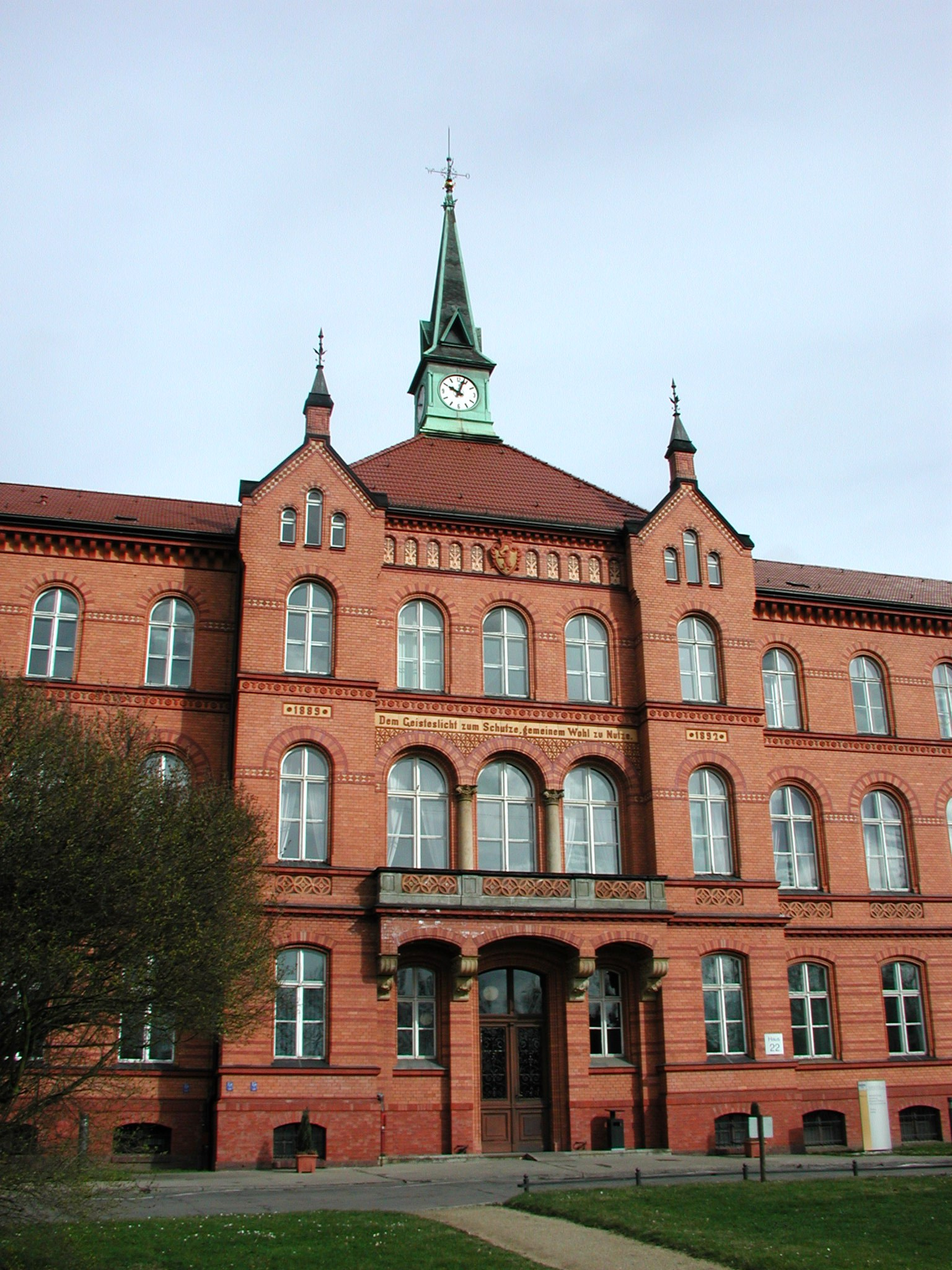
Haupteingang zum Haus 22

### Planungen, Prinzipien und Anfangsbauten
Auf dem Gelände von 95 Hektar wurden 1889–1892 die ersten Gebäude errichtet. Die Lageanordnung erfolgte streng symmetrisch: Das dreigeschossige Hauptgebäude mit zentralen Funktionen steht an einem Hauptweg in Ost-West-Richtung ausgerichtet, in Verlängerung seiner kurzen Seitenflügel sind Wege in Nord-Süd-Richtung angelegt, von denen je drei zweigeschossige längliche Krankenpavillons, ebenfalls mit einer baulichen Mittelbetonung, abgehen. Alle Häuser sind im Neorenaissance-Stil ausgeführt und mit gelben und roten Klinkern verblendet. Kritiker nannten den Baukomplex zur Zeit der Fertigstellung Kasernenbaukunst. Alle Bauwerke sind in Grünanlagen eingebettet, Bäume wurden gepflanzt und sogar ein Teich angelegt. Ab 1986 konnten schrittweise alle Gebäude saniert werden.

### Hauptgebäude
Das Hauptgebäude ist durch einen fünfachsigen Mittelrisaliten gegliedert, dessen Dach ein Uhrtürmchen mit Spitzhelm trägt. Zu diesem Haus gehören zwei kurze Seitenflügel und ein rückseitiger Mittelflügel, in dem eine Kapelle mit einem darüber liegenden Festsaal untergebracht ist. Die auch Alte Kapelle genannte Einrichtung im Mittelflügel enthält eine wertvolle Orgel des Orgelbaumeisters Johann Friedrich Turley aus Treuenbrietzen aus dem Jahr 1826, die bis 1967 in der Dorfkirche Wölmsdorf stand. Das Musikinstrument wurde 1969 restauriert und an den neuen Standort angepasst. In der Kapelle finden Gottesdienste und regelmäßig öffentliche Konzerte verschiedener Veranstalter statt.
Die Hauptfront des zentralen Gebäudes ist durch beige Streifen, Sohlbankfriese, einen Balkon, Halbsäulen und einen Sinnspruch („Dem Geisteslicht zum Schutze, gemeinem Wohl zu Nutze“) geschmückt. Im Inneren wurde ebenfalls schmückendes Zierwerk eingebaut: das Vestibül ist eine dreischiffige Halle mit Balustersäulen, Stuck an den Türrahmen und an den Deckenkehlungen.
Zwei Magnolien stehen links und rechts des Eingangs zum Hauptgebäude, sie sind als Naturdenkmale ausgewiesen. Vor dem Haus wurde ein Rondell angelegt, das einen Springbrunnen, Rasen, stets gut gepflegte Blumenbeete, Büsche und Bänke trägt.

### Häuser 1–3 und 4–6, 9 und 10 sowieLandhäuser

#### Häuser 1–6
Diese Gebäude, mit dunklen braunroten Klinkern versehen und mit beigen Quermustern hervorgehoben, stehen symmetrisch am nach Norden führenden Weg, wobei die Häuser auf der östlichen Seite (gerade Nummern) für die weiblichen Patienten, die auf der westlichen Seite (ungerade Nummern) für die männlichen Patienten bestimmt waren. Die Fenster waren teilweise vergittert, eine gesonderte Mauer umgab diese Bauten, die innere Mauer. Letztere wurde bei den Restaurierungen ab den 1980er Jahren abgetragen, an wenigen Stellen sind die Verbindungsstücke mit den Gebäuden noch erkennbar (Stand: 2016). Die getrennte Unterbringung von weiblichen und männlichen Patienten wurde in den 1960er Jahren aufgehoben.

#### Ergänzungs- und Verbindungsbauten
Nach den baulichen Renovierungen ab den 1990er Jahren wurden die vorherigen Einzelhäuser 1, 3 und 5 durch architektonisch vereinfachte Gebäude miteinander verbunden (Häuser 103, 105) und bilden in diesem Komplex den Behandlungsschwerpunkt. Eine Notfallstelle wurde darin ebenso untergebracht wie die Funktionsdiagnostik und die Operationsbereiche (siehe auch unten).

#### Häuser 9 und 10
Diese Gebäude wurden 1899 und 1903 zwecks Erweiterung der Einrichtung neu hinzugebaut.

#### Landhäuser– Häuser 18–21
Diese waren für die leichterkrankten Personen oder für die Angestellten des Krankenhauses vorgesehen und damit auch außen durch hellgelbe Klinker freundlicher gehalten.

### Funktionale Gebäude

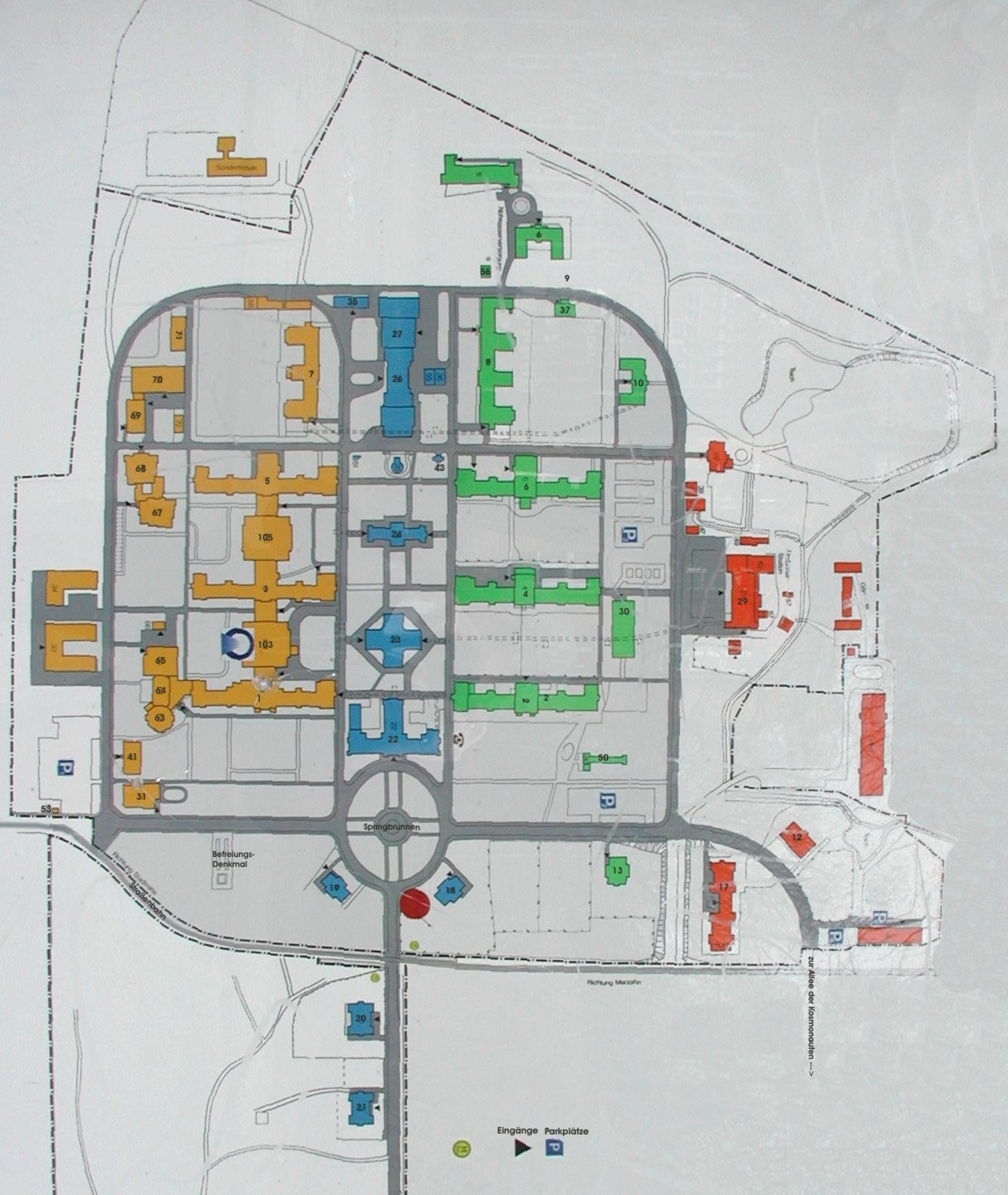
Lage einiger Häuser auf dem Gelände des KEH im Jahre 2008:
1 – Innere, Kardiologie,
2 – Physiotherapie,
3 – Innere, Dialyse,
4 – Epilepsie,
5 – Chirurgie und Urologie,
6, 8, 9 – Psychiatrie und Psychotherapie,
7 – Tagesklinik Psychiatrie,
22 – Verwaltung, Alte Kapelle,
24 – Patientenaufnahme,
63 – Neue Kapelle,
103 – Notfallambulanz, Ambulantes Zentrum, Funktionsdiagnostik

#### Werkstätten, Heizhaus, Verbindungsgänge
Hier (oder in den Gärten oder auf den Feldern des Gutshofes, siehe Landschaftspark Herzberge) konnten die Krankenhausinsassen arbeiten. Eine Wäscherei, eine Leichenhalle, ein Entladebahnhof, eine Kegelbahn und dergleichen vervollständigten die erste Anstalt. Die Kegelbahn, mit Kopfbauten im Fachwerkstil, setzte das Denkmalamt im Jahr 2015 auf die Kulturdenkmalliste. Außerdem kam ein Trafohäuschen aus den baulichen Anfängen der Klinik zu den denkmalgeschützten Bauten hinzu. Das Heiz- oder Kesselhaus ist als Bauwerk erhalten und dient als Museum mit Veranstaltungen und die Krankenhausbibliothek ist hier untergebracht.
Zwischen allen historischen Gebäuden auf dem Gelände bestehen unterirdische begehbare Verbindungsgänge, die früher für die wettergeschützten Umsetzungen von Patienten genutzt wurden – also ohne oberirdischen Transport – und noch immer vorhanden sind. Seit den späten 1970er Jahren dienen sie nur für technische Kontrollgänge der ebenfalls in den gemauerten Tunneln verlaufenden Versorgungsleitungen.

#### Torhaus (Haus Nr. 53)
Dieses mit einer Wache versehene kleine neugotisch-spitzgieblig gehaltene Haus entstand erst 1903, es diente der Sicherheit der Patienten und der kontrollierten Zufahrt auf das Gelände durch Sonderfahrzeuge. Das Torhaus ist noch immer (Stand 2016) mit einer Person besetzt.

#### Neue Kapelle

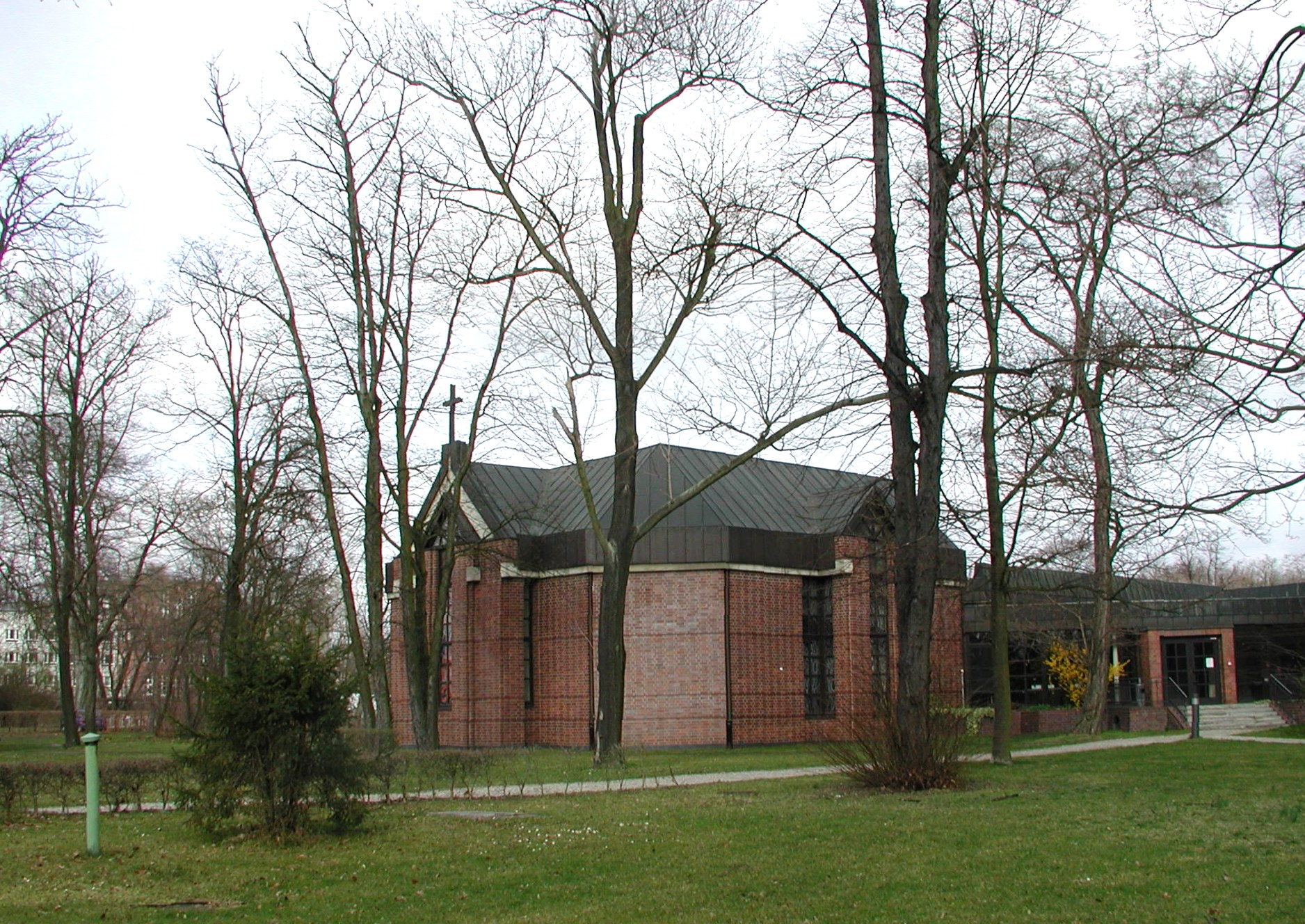
Neue Kapelle von 1986 auf dem Gelände des KEH

Ein dunkelvioletter schlicht gestalteter Klinker-Kirchenbau, mit dem Haus 1 verbunden, wurde 1986 auf Betreiben des Evangelischen Krankenhauses als Solobau auf dem KEH-Gelände errichtet. Diese Kapelle wird nur sehr selten zur Seelsorge benutzt, sie dient wochentags über die Mittagszeit als Cafeteria, auch als Galerie, in der Künstler ihre Werke ausstellen können. Von der Neuen Kapelle besteht eine Notverbindung mit Haus 1.
Zwischen dem Kapellenanbau des Hauptgebäudes und dem grünen Mittelstreifen der Nord-Süd-Verbindung befindet sich seit den 1990er Jahren ein offener Glockenturm mit zwei Glocken. Diese zeigen das Gussjahr 1998.

#### Ergänzungs- und Verbindungsbauten
Die ab 1950 bis zuletzt 2010 vorgenommenen Erweiterungsbauten sind meist rein funktional gestaltet und weisen keine besonders erwähnenswerte Architektur auf. Sie kontrastieren mit ihren hellen verputzten Fassaden und ihrer Einfachheit jedoch bewusst zu den Klinkergebäuden aus den historischen Anfängen. Mittels der Verbindungsbauten zwischen den früheren Männerhäusern im Westteil der Erschließungsstraße ist ein durchgängiges barrierefreies Funktionsensemble entstanden. Dadurch können Patienten von der Notfallstation ohne gesonderte Transporte zu den weiterbehandelnden Fachabteilungen verlegt werden.

#### Neues OP-Gebäude
Zur Ergänzung des operativen Leistungsspektrums hat die Klinikleitung die Errichtung eines eigenen Operations-Gebäudes unmittelbar im Anschluss an den bestehenden OP-Trakt geplant. Auf einer Fläche von 317 m² errichtet die Firma Bauunternehmen Müller ab Juni 2023 einen modernen Bau, der zwei OP-Säle enthalten soll, ausgerüstet mit der neuesten Technik. In einem wird es einen Hybrid-OP mit bildgebender Technik geben. Zudem werden Räume für Technik und zum Lagern eingerichtet. Die Baukosten sind mit rund elf Millionen Euro veranschlagt. Ende März 2024 konnte das Richtfest gefeiert werden, die Fertigstellung und Inbetriebnahme ist für den Sommer 2024 vorgesehen.

## Weitere, nicht medizinische Einrichtungen des KEH

### Freizeit- und Betreuungsangebote
Für Patienten des Krankenhauses gibt es eine Bibliothek, eine Cafeteria (Haus 24), zwei Kapellen (siehe oben) und die KulturStation (Haus 37, ehemals Patientenclub). Hier finden Ausstellungen, Lesungen, kleine Konzerte, Theateraufführungen statt, sie dient als Treffpunkt für Selbsthilfegruppen und bietet Trauerwegbegleitung und andere Hilfen an.
Zusätzlich werden zur umfassenden Betreuung Sozialdienste, Wohnstätten, ein Hygieneinstitut, eine Wäscherei und Seelsorge angeboten.
Im Jahr 2016 hat die Anstaltsleitung einen Landschaftsgärtner (den Labyrinthbauer Gernot Candolini) aus Innsbruck mit der Anlage eines Labyrinths auf dem Freigelände beauftragt. Es entstand als „ein Ort der Besinnung“ und soll besonders die Trauerbegleitung im Krankenhaus unterstützen. Die Einweihung fand am 26. August 2016 statt, zu der höherrangige Mediziner und Geistliche wie Theologieprofessor Ulrich H. J. Körtner und Chefarzt Albert Diefenbacher eingeladen waren. Das fertige Bodenlabyrinth südlich des Ost-West-Hauptweges besteht aus bearbeiteten Naturgranitplatten, die rund 50 cm breit und unterschiedlich lang samt ausgeführter Krümmungen sind. Der etwa 200 m lange Weg führt zu einem mittels Kleinpflaster gestalteten Zentrum, das eine sechsblättrige Blume symbolisiert. Die Außenabmessung (Durchmesser) des symmetrischen Labyrinths kann mit 15 m angegeben werden. Das in der Wiese ruhende Kunstwerk wird von in gleichmäßigen Abständen aufgestellten Solarstelen umgeben. Zwei Bänke laden zum Betrachten von außen.

### Museum Kesselhaus
Das historische Kesselhaus mit drei Dampfkesselgenerationen wurde Anfang der 1990er Jahre stillgelegt und nach Renovierungsarbeiten 2003 als Technikmuseum eröffnet. Regelmäßig finden auf der Kesselebene, im Theater- und Blankensteinsaal Kulturveranstaltungen statt. Die Räume können für private Zwecke gemietet werden. Träger des Museums ist der Förderverein Museum Kesselhaus Herzberge e. V. mit Sitz vor Ort. In einem Flügel dieses Gebäudes befindet sich die Fachbibliothek des Krankenhauses.

### Landschaftspark Herzberge
Das große Gelände südlich der Trasse Herzbergstraße gehörte bei der Anlage des Krankenhauskomplexes als klinikseigener Gutshof zu dieser Einrichtung (siehe Plan von 1896). Insassen wurden hier auch zur therapeutischen Arbeit herangezogen. – Nach den großen Umstrukturierungen des Krankenhauses in den 1990er Jahren standen die Gewächshäuser und Technikeinrichtungen einige Jahre leer. Im Jahr 2004 begann die Umgestaltung zum Landschaftspark Herzberge, initiiert von einem eigens gegründeten Förderverein. Mit finanzieller Hilfe der EU, des Bezirksamtes Lichtenberg und von Sponsoren wurden vorhandene Flächen schrittweise rekultiviert und zu einem Komplex aus Nutzflächen und Freizeitmöglichkeiten entwickelt. In den 2010er Jahren erfolgte eine Norderweiterung des Landschaftsparks durch Einbeziehung der Fläche des früheren Lichtenberger Stadions. Hier gibt es nun zwei Weideflächen für Schafe und Rinder, ein mit Felsbrocken gestaltetes Biotop für umgesetzte Zauneidechsen und eine kiesgefüllte Senke, die gelegentlich zum flachen Teich wird.

## Gedenken und Kunst auf dem Gelände des KEH
- Ein Denkmal zur Befreiung vom Faschismus aus Kunststein und 5,50 Meter hoch wurde am Hauptweg des Krankenhausgeländes aufgestellt. Das Hauptelement des Denkmals ist ein Obelisk, der an drei Seiten einen symbolischen sowjetischen Orden als Relief trägt. Die vordere Sockelfläche enthält auf weißem Untergrund die vergoldete Inschrift „8. MAI 1945“. Die übrigen drei Flächen des Obelisken müssen anfänglich auch Inschriften getragen haben, die sind aber nicht mehr erhalten (Stand: 2018). Der Zugang zu dieser Erinnerungsstätte erfolgt südlich vom Hauptweg durch ein Sandsteintor, das (nun) ebenfalls keine Inschriften mehr erkennen lässt. Blumen, Büsche und Bäume umgeben die kleine Anlage.
- Nicht weitab davon befindet sich ein aus fast schwarzem Marmor (Fundstätte Akşehir) geschlagenes Gedenkkreuz in der Wiese mit der Inschrift „Christus ist mein Leben“. Es steht an dieser Stelle als Symbol für die bis vor 1945 im Dienste des Diakoniewerks verstorbenen Diakonischen Schwestern. Die tatsächliche Begräbnisstätte befand sich auf dem Waldfriedhof Oberschöneweide, der dem früheren Standort des Hospitals am nächsten lag. Inzwischen erfolgte aber eine Umbettung zum Evangelischen Friedhof Friedrichshagen.[21]

In den Grünanlagen des KEH stehen mehrere Kunstwerke, die nach einiger Zeit auch ausgetauscht oder ergänzt wurden und werden:
- Vor dem Hauptgebäude befindet sich ein Springbrunnen mit einer Brunnenschale von etwa zehn Meter Durchmesser und einer Mittelfontäne, die bis ca. fünf Meter aufsteigen kann. Darunter gibt ein Kranz kleinerer Düsen seitwärts gerichtete Strahlen ab. Davor, etwas verdeckt durch Büsche, steht seit etwa 2010 ein abstraktes drei„beiniges“ Metallkunstwerk. Eine Erklärung dazu war nicht zu finden. Ebenfalls zwischen dem Brunnenbecken und der herumführenden Mittelinsel wurde 2015 eine hölzerne Plastik aufgestellt, die ein sehr schlankes hochbeiniges menschliches Wesen zeigt.Holzkörper

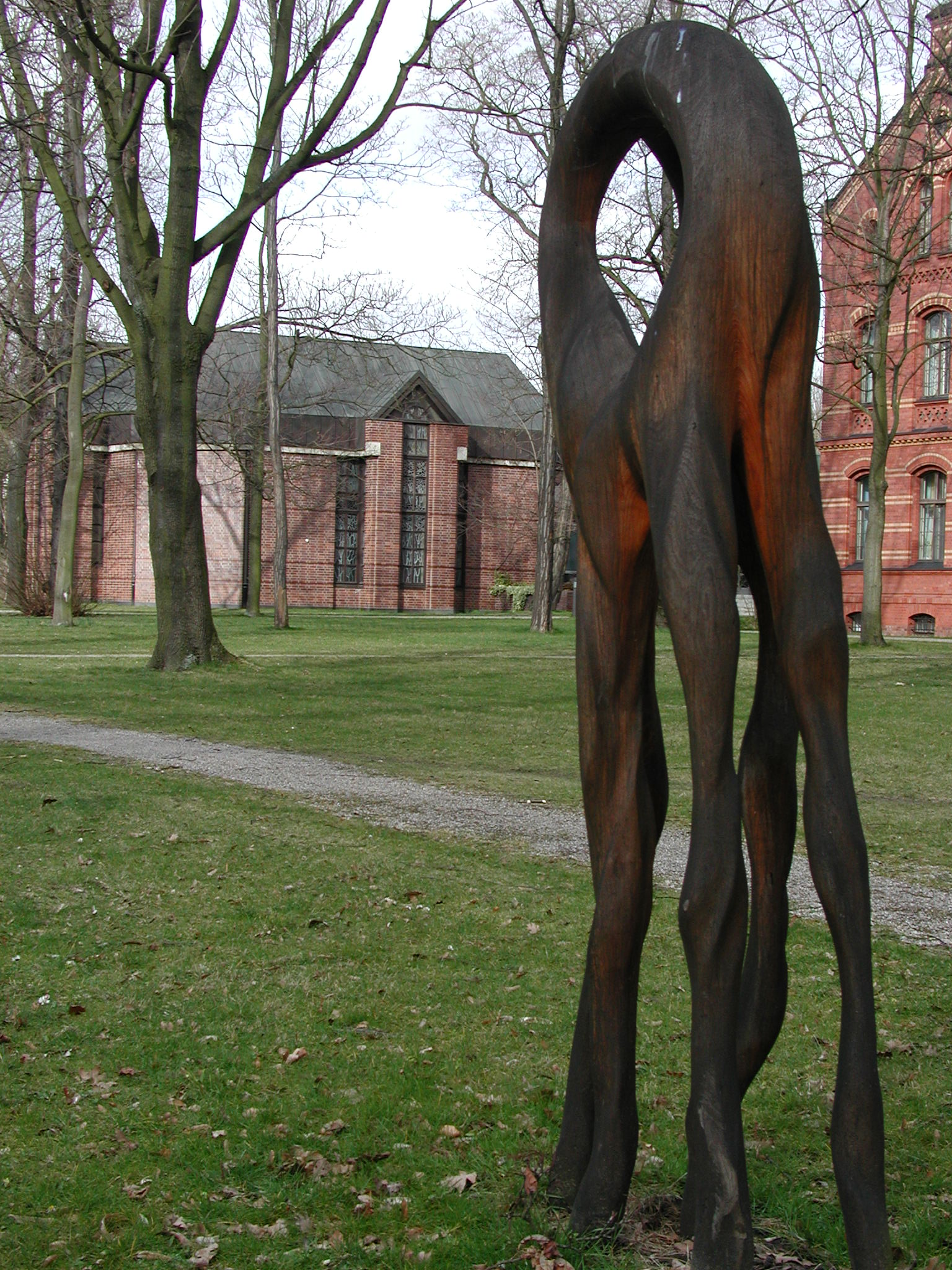
Holzkörper

- Weiterhin soll es im Krankenhauspark die Tierplastik Böckchen aus Reinhardtsdorfer Sandstein geben, gestaltet von Dietrich Grüning und 1983 aufgestellt.[22] Es könnte sich um den hier abgebildeten Holzkörper handeln. Dieser ist seit 2016 nicht mehr vorhanden, an dessen Stelle ist ein überdimensionales Gitter aus Corten aufgestellt. Eisenkörper

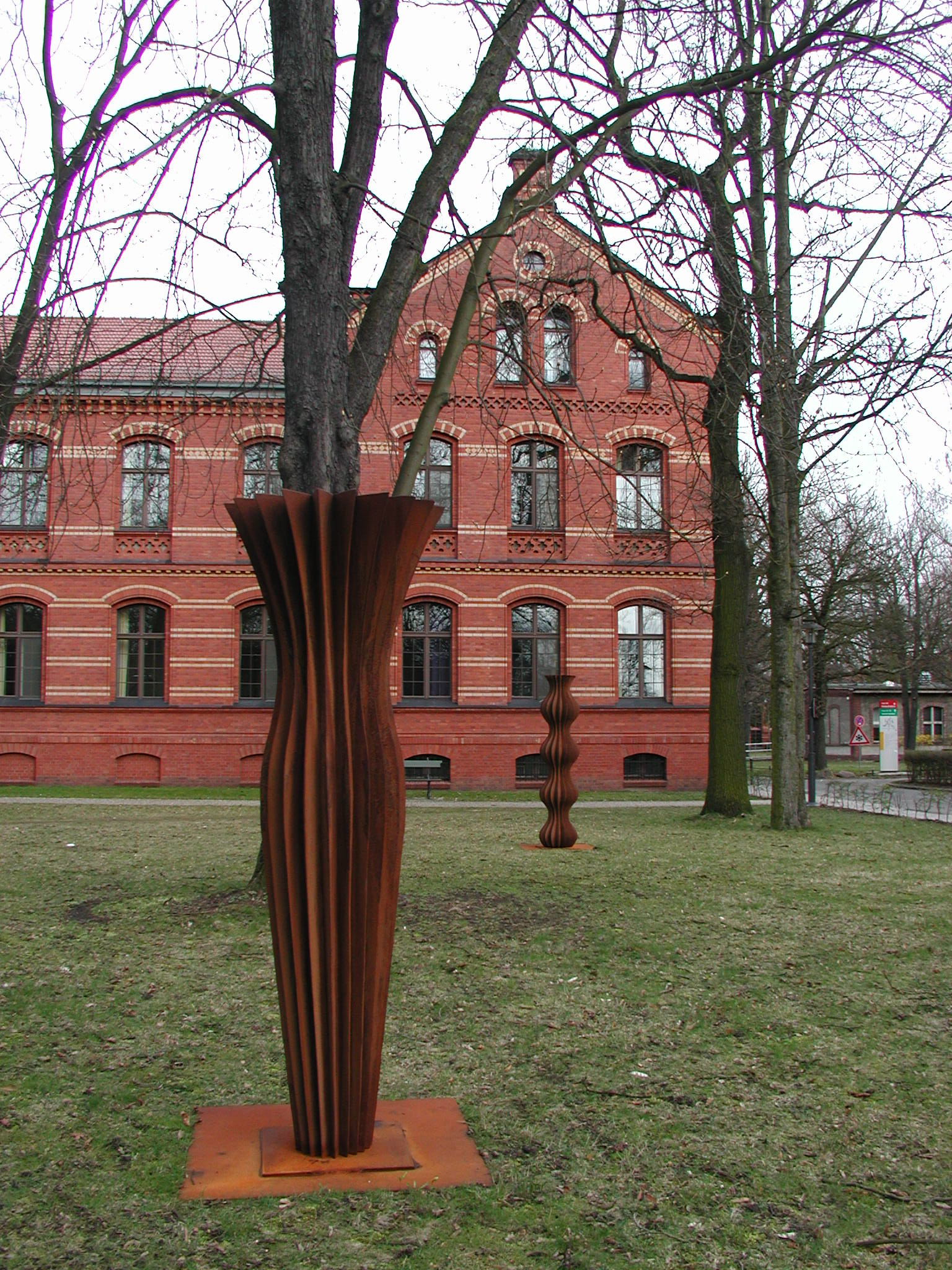
Eisenkörper

- Auf einer Rasenfläche zwischen dem Hauptweg und Haus 1 sind drei rotationssymmetrische Körper aus Corten verteilt, Objekte aus der Serie Kavex des Künstlers Herbert Mehler, die im Januar 2008 hier aufgestellt wurden. – Eine große Keule hängt in etwa 3 Meter Höhe zwischen zwei Bäumen und ein hölzernes abstraktes Werk (die jedoch beide von anderen Künstlern stammen), vervollständigt die Kunstgruppe.
- Von Besuchern des Geländes kaum bemerkt, sind zwei Drahtseilakrobaten Tag und Nacht aktiv: Auf einem längeren zwischen zwei Bäumen gespannten Drahtseil balanciert eine Akrobatin mit je einem Reifen am Arm und dem entgegengesetzten Bein auf dem Seil. Auf dem gleichen Seil ist ein Artist zu sehen, der einen einarmigen Handstand macht und mit der anderen Hand ein stuhlähnliches Gestell aus Leichtmetall balanciert. Hinweise dazu finden sich in der Nähe nicht. Die Figuren scheinen etwa lebensgroß zu sein und aus leichtem Material zu bestehen.[23]
- Vor weiteren Häusern des Krankenhausgeländes und auf der Mittelrasenfläche finden sich sowohl abstrakte Skulpturen (Holz, Kalkstein, Metall) als auch eine kleine hölzerne Personengruppe und ein überdimensionaler Stuhl.
- …und hätte der Liebe nicht ist eine dreiteilige abstrakte Betonstelenkonstruktion der Künstlerin Birgit Knappe und nimmt damit Bezug auf ein Dietrich-Bonhoeffer-Zitat.[24] Die Stelen befinden sich vor dem Haus 8 auf dem Gelände.

## Natur
Wie schon weiter oben ausgeführt, sind Teile der früheren Krankenhaus-Wirtschaftsfläche ausgegliedert und zum Landschaftspark Herzberge umgestaltet worden. Der Rest der Grünflächen auf dem Gelände wird mit rund 30 Hektar angegeben.
Der Berliner Senat weist zwei Bäume auf dem Gelände als Baumdenkmale aus, das sind
- eine Schwarz-Pappel und
- eine Ahornblättrige Platane.

An den Bäumen selbst findet sich kein Hinweis auf ihren Status, auch die übrigen Bäume haben keine Nummern, die auf ein Baumkataster hinweisen.
Die Platanen im Krankenhauspark sind auch in dem Heftchen Lichtenberger Alleen aufgeführt. Mehrere ihrer Art säumten die Gleisanlage, auf der die Kohlezüge vom Güterbahnhof Lichtenberg zum Heizhaus fuhren. Die Gleise sind größtenteils beseitigt, die Bäume, die um 1890 gepflanzt wurden, sind erhalten.

## Auszeichnung
Im August 2021 hat das Bezirksamt Lichtenberg dem KEH den Lichtenberger Integrationspreis verliehen. Es erhielt die Auszeichnung für seine Angebote für Migranten im Bereich der Psychiatrie. So wird unter der Bezeichnung „Tu-Van-Vietnam“ (vietnamesische Beratung) einmal wöchentlich eine spezielle Sprechstunde für vietnamesischsprachige Patienten durchgeführt. Auch für russischsprachige Patienten gibt es ein ambulantes Angebot.